# شبكة رووداو الإعلامية
شبكة رووداو الإعلامية (بالكردية: تۆڕی میدیاییی ڕووداو) وأيضًا معروفة باسم رووداو فقط. هي مجموعة إعلامية في كردستان العراق. تنشر باللغة الكردية (السورانية والكرمانجية) والإنجليزية والعربية والتركية. تمتلك شبكة رووداو الإعلامية أيضًا صحيفة أسبوعية باللهجة السورانية يتم توزيع ما يقارب 3000 نسخة أسبوعيًا، وباللهجة الكرمنجية تُنشر في أوربا أسبوعيًا. تمتلك رووداو موقع إلكتروني باللغة الكردية والإنجليزية والعربية والتركية ومحطة تلفزيونية فضائية. تمول الشبكة وتدعمها شركة 'رووداو' والتي مقرها أربيل، كردستان العراق. وتهدف إلى نقل الأخبار والمعلومات عن كردستان والشرق الأوسط.

## المنصات
مقر رووداو في أربيل، عاصمة إقليم كردستان العراق. لدى الشبكة مراسلين في أجزاء مختلفة من الشرق الأوسط وأوروبا والولايات المتحدة. تذيع فضائية رووداو باللهجات الكردية -سوراني وكرمنجي- وكذلك باللغة الإنجليزية.

### بوابة رقمية
منصة عبر الإنترنت، تغطي القضايا الكردية باللهجات الكردية. كما يقوم الموقع الخاص بشبكة رووداو بنشر الأخبار والمعلومات باللغة الإنجليزية والتركية والعربية.

### إذاعة
قناة إذاعية، تبث على الموجة القصيرة عبر الشرق الأوسط. يمكن للجمهور في جميع أنحاء العالم الاستماع إلى بث مباشر من خلال موقعها الإلكتروني.

### صحيفة
تُنشر بشكل أسبوعي، مع نسخ مطبوعة تباع في إقليم كردستان وأوروبا. النسخ التي تطبع في إقليم كردستان، يتم فيها تغطية أخبار محلية التي تلفت اهتمام السكان المحليين. أما الطبعة الأوروبية، فتتضمن قضايا ذات أهمية للشتات الكردي.

### التلفزيون
قناة فضائية إخبارية كردية تبث إلى الشرق الأوسط وأوروبا وإفريقيا وآسيا والمحيط الهادي وكندا والولايات المتحدة. ويمكن استقبال هذه القناة على أقمار «نايل سات» و«هوت بيرد».

### الجوائز
صرحت الرابطة العالمية للصحف وأخبار الناشرين أن رووداو تمكنت من الوصول إلى 100 مليون في شبكات التواصل الاجتماعية في عام 2017.
جائزة «ريكاردو أورتيغا» البرونزية لأفضل الأعمال الصحفية في العالم والحصل على المركز الأول كمؤسسة إعلامية على مستوى كردستان والعراق لعام 2018.